# O Barco de Valdeorras
O Barco de Valdeorras és un municipi de la província d'Ourense a Galícia. És la capital de la comarca de Valdeorras.
És el tercer municipi més poblat de la província per darrere d'Ourense i Verín. Es troba a l'extrem nord-est de la província, a 112 km de la capital per la carretera N-120. Es troba a la vall del riu Sil, rodejat per muntanyes.

## Demografia
| 5.321 | 5.930 | 8.081 | 9.242 | 13.518 |
| Fonts: INE i IGE (Els criteris de registre censal variaren i les dades de l'INE i de l'IGE poden no coincidir.) |       |       |       |        |

## Subdivisions municipals
| CP    | Parròquia                            | Entitat de població | Població (2009) |
| ----- | ------------------------------------ | ------------------- | --------------- |
| 32300 | Barco, O (San Amaro)                 | Barco, O            | 11.498          |
| 32300 | Barco, O (San Amaro)                 | Veigadecabo         | 70              |
| 32314 | Alixo (San Martiño)                  | Alixo               | 53              |
| 32314 | Alixo (San Martiño)                  | Raxoá               | 29              |
| 32314 | Alixo (San Martiño)                  | San Martiño         | 0               |
| 32314 | Coedo (San Antonio)                  | Coedo               | 51              |
| 32314 | Millarouso e Santurxo (A Concepción) | Candís              | 15              |
| 32314 | Millarouso e Santurxo (A Concepción) | Carreiras, As       | 6               |
| 32314 | Millarouso e Santurxo (A Concepción) | Millarouso          | 51              |
| 32314 | Millarouso e Santurxo (A Concepción) | Santurxo            | 10              |
| 32314 | Santigoso (San Miguel)               | Castro              | 18              |
| 32314 | Santigoso (San Miguel)               | Santigoso           | 142             |
| 32314 | Santigoso (San Miguel)               | Soulecín            | 43              |
| 32314 | Santigoso (San Miguel)               | Vilariño            | 43              |
| 32315 | Cesures (San Clemente)               | Cesures             | 29              |
| 32315 | Cesures (San Clemente)               | Vales               | 41              |
| 32315 | Santa Mariña do Monte (Santa Mariña) | Fervenza            | 31              |
| 32315 | Santa Mariña do Monte (Santa Mariña) | Meiral, O           | 4               |
| 32315 | Santa Mariña do Monte (Santa Mariña) | Santa Mariña        | 27              |
| 32315 | Viloira (San Martiño)                | Viloira             | 880             |
| 32317 | Pobra, A (Santa María)               | Pobra, A            | 115             |
| 32317 | Pobra, A (Santa María)               | Veigamuíños         | 300             |
| 32317 | Xagoaza (San Miguel)                 | Ferradal            | 13              |
| 32317 | Xagoaza (San Miguel)                 | Xagoaza             | 56              |
| 32318 | Castro, O (Santa María)              | Castro, O           | 75              |
| 32318 | Castro, O (Santa María)              | Córrego, O          | 5               |
| 32318 | Castro, O (Santa María)              | Outarelo            | 20              |
| 32318 | Forcadela e Nogaledo, O (Santiago)   | Forcadela           | 19              |
| 32318 | Forcadela e Nogaledo, O (Santiago)   | Nogaledo            | 0               |
| 32318 | Vilanova (Santa María)               | Vilanova            | 234             |
| 32318 | Vilanova (Santa María)               | Viloval             | 9               |
| 32336 | Éntoma (San Xoan)                    | Éntoma              | 326             |
| -     | -                                    | Reporicelo          | 0               |

## Economia
Una de les bases de la seva economia, a més de l'explotació i tractament de pissarres, és la producció de vi d'alta qualitat, Denominació d'Origen Valdeorras. Des del passeig fluvial del Malecón i les muntanyes es poden contemplar bells paisatges. El conjunt monumental d'O Barco també pot ser un esplèndid mirador del nucli d'O Barco i del riu Sil. Restes de la cultura romana i diversos pazos són el més destacat del lloc, així com els festejos en honor del Sant Crist, en els quals s'organitzen diverses activitats.